# Сабонє
Сабонє (словен. Sabonje) — поселення в общині Ілірська Бистриця, Регіон Нотрансько-крашка, Словенія. Висота над рівнем моря: 589,4 м.